# جون لاسكوفسكي
جون لاسكوفسكي (بالإنجليزية: John Laskowski)‏ مواليد 7 يونيو 1953 في ساوث بند، هو لاعب كرة سلة أمريكي سابق. بدأ مسيرته الاحترافية في سنة 1975. تم اختياره من قبل فريق شيكاغو بولز خلال الدرافت. يبلغ طوله 6 قدم 6 بوصة (2.0 م). اعتزل اللعب في 1977.

## روابط خارجية
- جون لاسكوفسكي على موقع إن بي أي (الإنجليزية)
- جون لاسكوفسكي على موقع سبورتس رفرنس (الإنجليزية)
- جون لاسكوفسكي على موقع كلية كرة السلة في سبورتس رفرنس.كوم (الإنجليزية)
- جون لاسكوفسكي على موقع ريلجم (الإنجليزية)
- جون لاسكوفسكي على موقع بروبوليرز (الإنجليزية)